# باج‌خور
باج‌خور فیلمی ایرانی به کارگردانی فرزاد مؤتمن محصول سال ۱۳۸۲ است.

## بازیگران
- فریبرز عرب نیا
- نیکی کریمی
- ایرج نوذری
- مهدی احمدی
- شاهد احمدلو

## خلاصه داستان
اسی (فریبرز عرب‌نیا) که به جرم قتل زندانی است، با کمک رفیقش حاج توفیق (ایرج نوذری) از زندان آزاد می‌شود. اسی پس از آزادی سراغ دوستش علی (شاهد احمدلو) می‌رود که در تعمیرگاه کار می‌کند. علی به او می‌گوید در همان تعمیرگاه مشغول کار شود اما اسی می‌گوید قصد دارد پولی کلان دربیاورد. اسی که متوجه می‌شود لیلا دختری که دوستش داشت - ازدواج کرده و به خارج رفته کاملاً سرخورده می‌شود. او سپس پیش توفیق می‌رود. توفیق می‌گوید قصد انتقام گرفتن از زنی به نام رعنا (نیکی کریمی) را دارد و اگر اسی این کار را بکند در قبالش ده میلیون پول می‌دهد.
اسی با ماشین و اسلحه‌ای که از توفیق گرفته به سراغ رعنا می‌رود. اما با شنیدن حرف‌های رعنا منصرف می‌شود و وانمود می‌کند که رعنا را کشته؛ و قرار می‌شود همان شب به محل کار توفیق برود و پولش را بگیرد، اما در آنجا آدم‌های توفیق انتظارش را می‌کشند و او را به قصد کشت کتک می‌زنند. اسی که زخمی شده با کمک رعنا به محل امنی می‌روند و رعنا با کمک دوست دکترش (مهدی احمدی) او را معالجه می‌کنند. توفیق در پی پیدا کردن اسی علی را می‌کشد، و همین باعث می‌شود تا اسی به پیشنهاد رعنا برای از بین بردن توفیق جواب مثبت بدهد.
آنها به ترفندی توفیق را از خانه‌اش بیرون می‌کشند و اسی او را وامی‌دارد تا پول رعنا و حق خودش را بدهد. اما در لحظه آخر در دفتر میان آنها درگیری به وجود می‌آید و نهایتاً توفیق به دست رعنا کشته می‌شود. اسی به رعنا می‌گوید که با برداشتن پول‌ها به جایی دور بروند، اما در نهایت متوجه می‌شود که رعنا او را فریب داده، و رعنا و دکتر زن و شوهر هستند. دکتر قصد کشتن اسی را دارد اما گلوله به رعنا می‌خورد. اسی دکتر را می‌کشد. قصد کشتن رعنا را هم دارد اما نهایتاً پشیمان می‌شود و ساک پول را برمی‌دارد تا فرار کمد ولی با شلیک نیروهای پلیس کشته می‌شود